# 松山村 (岐阜県海津郡)
松山村（まつやまむら）は、かつて岐阜県海津郡に存在した村である。
現在の海津市南濃町松山に該当する。
吉田村設立時は下石津郡の村であったが、郡制による郡の合併により、海津郡の村となっている。

## 歴史
- 1889年（明治22年）7月1日 - 松山村と亀池新田の一部[2]が合併し、松山村が発足。
- 1897年（明治30年）4月1日[3] - 郡制に基づき、下石津郡、海西郡と安八郡の一部が合併したことにより海津郡の所属となる。
- 1897年（明治30年）4月1日 - 太田村、田鶴村、吉田村、境村と合併し石津村が発足。同日松山村廃止。